# Beksińscy. Portret podwójny
Beksińscy. Portret podwójny – biografia rodziny Beksińskich autorstwa Magdaleny Grzebałkowskiej wydana 10 lutego 2014 w Krakowie przez Społeczny Instytut Wydawniczy „Znak”.

## Opis
Książka opisuje historię Zdzisława i Tomasza Beksińskich, ze szczególnym uwzględnieniem żony Zdzisława – Zofii z domu Stankiewicz. Oddano także realia epoki i prowincjonalnego Sanoka, w którym rodzina żyła do 1977. Grzebałkowska skupiła się nie tyle na polubieniu bohaterów, co ich zrozumieniu.
Autorka przyznała, że przed pisaniem książki posiadała znikomą wiedzę o Beksińskich, np. nie zdawała sobie sprawy, że pochodzili z Sanoka i dowiedziała się o tym już po decyzji o tworzeniu książki. Pracę nad książką rozpoczęła pod koniec 2011 i poświęciła na to 2,5 roku. W trakcie pisania, w połowie 2012 tymczasowo przeniosła się wraz z rodziną z Sopotu w okolice Sanoka. W tym mieście informacji udzielali jej ludzie znający rodzinę Beksińskich i samo miasto m.in.: Jerzy Potocki, Janina Lewandowska, Zbigniew Osenkowski, Grzegorz Gajewski, Wiesław Banach, Edward Zając, Janusz Szuber.
Warszawska premiera książki odbyła się 20 lutego 2014, a dwa dni potem, 22 lutego 2014 autorka miała spotkanie premierowe w Sanoku, zorganizowane w Galerii Beksińskiego.

## Odbiór

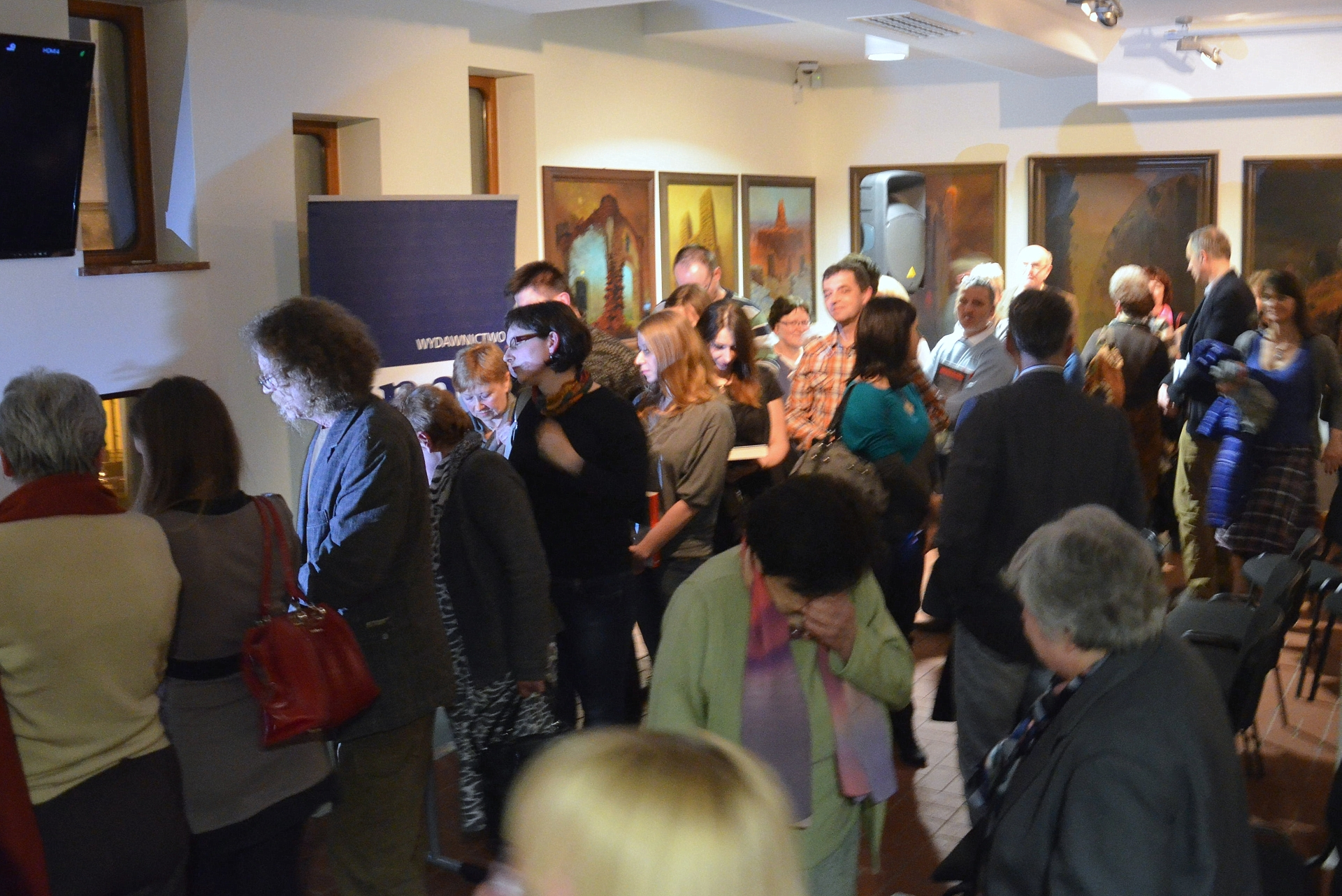
Spotkanie autorskie w ramach promocji książki w Galerii Beksińskiego w Sanoku (22 lutego 2014)

Beksińscy. Portret podwójny w opinii recenzentów stanowi opis samotności, toksycznych związków, fascynacji śmiercią, niedojrzałości emocjonalnej i autodestrukcji z jednej strony oraz pasji, talencie, geniuszu i artystycznej nadwrażliwości z drugiej. Zwracano uwagę na ogrom pracy, jaki autorka wykonała podczas pisania książki, w postaci przeanalizowania olbrzymiej liczby listów, notatek i nagrań oraz opisu szczegółów z życia bohaterów.
Książka spotkała się z bardzo pozytywnym odbiorem jako „jedno z literackich wydarzeń roku”. Grzebałkowska została nagrodzona za nią Śląskim Wawrzynem Literackim (2015) oraz nominowana do Nagrody im. Ryszarda Kapuścińskiego za Reportaż Literacki (2014) oraz do Nagrody Literackiej dla Autorki Gryfia 2015.
Swoje niezadowolenie z nakreślonego przez Grzebałkowską portretu ojca i syna wyrażał dyrektor Muzeum Historycznego w Sanoku, a jednocześnie znajomy i wykonawca ostatniej woli Zdzisława Beksińskiego, Wiesław Banach. Niejako odpowiedzią na przedstawienie Zdzisława Beksińskiego w książce Beksińscy. Portret podwójny była publikacja Jarosława Mikołaja Skoczenia pt. Beksiński. Dzień po dniu kończącego się życia. Dzienniki. Rozmowy (2016). Swoją dezaprobatę dla wizerunku Tomasza, jaki się wyłania z książki M. Grzebałkowskiej, wyraził też dziennikarz muzyczny Wiesław Weiss i jednocześnie wieloletni znajomy Tomasza Beksińskiego, który napisał własną książkę, wydaną pt. Tomek Beksiński. Portret prawdziwy (2016). Odnosząc się do „Słynnej Książki nazywającą się reportażem” stwierdził on, że była „nacechowana pogardliwą wyniosłością w stosunku do Tomka”.